# Diocese de Versalhes
A Diocese de Versalhes (Dioecesis Versaliensis) é uma circunscrição eclesiástica da Igreja Católica na França, pertencente à Provínvia Eclesiástica de Paris e à Conférence des évêques de France, sendo sufragânea da Arquidiocese de Paris.
Desde 11 de janeiro 2021 seu bispo é dom Luc Jacques Marie Joseph Crepy.

## Território
A Sé episcopal está na Catedral de Versalhes, e possui 287 paróquias. Na cidade acha-se também a igreja de Notre-Dame, de 1686, que era a paróquia da família real.

## Bispos de Versalhes
Bispos responsáveis:
|                          | Nome                                       | Período    | Notas                                              |        |
| Bispos                   | Bispos                                     | Bispos     | Bispos                                             | Bispos |
| ------------------------ | ------------------------------------------ | ---------- | -------------------------------------------------- | ------ |
| 13º                      | Luc Jacques Marie Joseph Crepy             | 2021-atual |                                                    |        |
| 12°                      | Éric Marie Pierre Henri Aumonier           | 2001-2020  |                                                    |        |
| 11º                      | Jean-Charles Thomas                        | 1988-2001  |                                                    |        |
| 10º                      | Louis-Paul-Armand Simonneaux †             | 1967 1988  |                                                    |        |
| 9°                       | Alexandre-Charles-Albert-Joseph Renard †   | 1953-1967  | Nomeado Arcebispo de Lyon                          |        |
| 8º                       | Benjamin-Octave Roland-Gosselin †          | 1931-1952  |                                                    |        |
| 7º                       | Charles-Henri-Célestin Gibier †            | 1906-1931  |                                                    |        |
| 6°                       | Pierre-Antoine-Paul Goux †                 | 1877-1904  |                                                    |        |
| 5º                       | Jean-Pierre Mabile †                       | 1858-1877  |                                                    |        |
| 4º                       | Jean-Nicaise Gros †                        | 1844-1857  |                                                    |        |
| 3°                       | Louis-Marie-Edmont Blanquart de Bailleul † | 1832-1844  | Nomeado Arcebispo de Ruão                          |        |
| 2º                       | Étienne-Jean-François Borderies †          | 1827-1832  |                                                    |        |
| 1º                       | Louis Charrier de La Roche †               | 1802-1827  |                                                    |        |
| Bispo coadjutor          |                                            |            |                                                    |        |
|                          | Jean-Charles Thomas                        | 1986-1988  |                                                    |        |
|                          | Benjamin-Octave Roland-Gosselin            | 1926-1931  |                                                    |        |
| Bispo auxiliar           |                                            |            |                                                    |        |
|                          | Bruno Paul Marie Valentin                  | 2018-2022  | Nomeado Bispo coadjutor de Carcassonne et Narbonne |        |
|                          | André Rousset                              | 1963-1966  | Nomeado Bispo de Pontoise                          |        |
|                          | Albert-Georges-Yves Malbois                | 1961-1966  | Nomeado Bispo de Corbeil                           |        |
|                          | Élie Eugène François Vandewalle            | 1958-1960  |                                                    |        |
|                          | Jacques-Eugène-Louis Ménager               | 1955-1961  | Nomeado Bispo de Meaux                             |        |
|                          | Henri Maurice Albert Audrain               | 1938-1954  | Nomeado Arcebispo de Auch                          |        |
|                          | Paul-Marie-André Richaud                   | 1933-1938  | Nomeado Bispo de Laval                             |        |
|                          | Benjamin-Octave Roland-Gosselin            | 1919-1926  | Elevado a Bispo coadjutor                          |        |
| Administrador Apóstolico |                                            |            |                                                    |        |
|                          | Henri Maurice Albert Audrain               | 1952-1953  | Bispo-auxiliar                                     |        |